# تاكومي هيوم
تاكومي هيوم (باليابانية: 羽山 拓巳) (20 مايو 1978 في كاناغاوا في اليابان – )؛ هو لاعب كرة قدم ياباني سابق كان يلعب كمدافع.

## وصلات خارجية
- تاكومي هيوم على موقع رابطة كرة القدم اليابانية للمحترفين (اليابانية)
- تاكومي هيوم على موقع عالم كرة القدم.نت (الإنجليزية)